# 安田町
安田町（やすだちょう）は、高知県東部の安芸郡にある町。

## 地理
西側は安芸市で、他は北から同じ安芸郡の馬路村、北川村、田野町と接する。
町域は概ね、馬路村から流れてくる安田川中下流域の谷に沿っており、約8割を山林が占める。南は土佐湾に面しており、今後発生が予見されている南海トラフ巨大地震の際には、町内の海岸に最大11mの津波が到達することが予想されている。

## 歴史

### 沿革

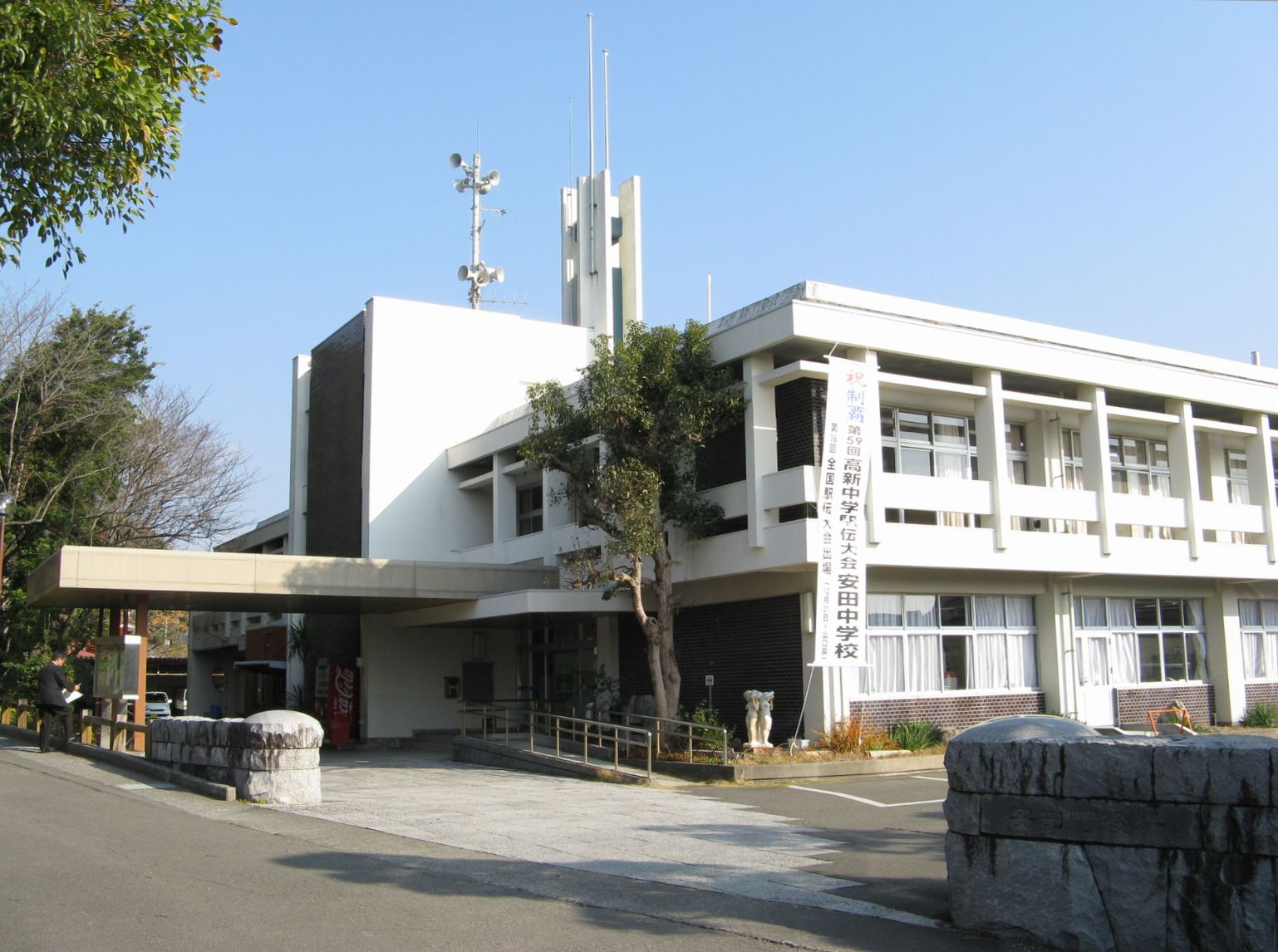
旧安田町役場

- 1889年（明治22年）4月1日：町村制の施行により、安田村・西島村・唐浜村・東島村の区域をもって安田村が発足。
- 1925年（大正14年）2月11日：安田村が町制施行して安田町となる。
- 1943年（昭和18年）10月1日：中山村を編入。
- 2020年（令和2年）7月27日：町役場新庁舎での業務開始[3]。

## 政治

### 行政

#### 町長
現職町長
- 町長：有岡 正幹（ありおかまさみ）
  - 2004年（平成16年）5月就任、3期目

## 施設

### 警察
- 高知県警察安芸警察署安田駐在所（安田1846番地1）

### 運動施設
- 中芸広域体育館（中芸広域連合管理）

### 集落活動センター
- 集落活動センターなかやま[4]
- 集落活動センター大野台地

## 経済・産業
ハウス園芸発祥の地であり、安田川下流と東谷川流域の平地は、ハウスで野菜が栽培されている。農作物としてはナスが有名である。
安田川はダムがない清流で、鮎釣りが盛んである。
本社を置く企業としては土佐鶴酒造が挙げられる。
地元物産の販売など担う交流施設として「土佐の元気市・輝るぽーと安田（てるぽーとやすだ）」が国道55号沿いに設けられている。

## 教育

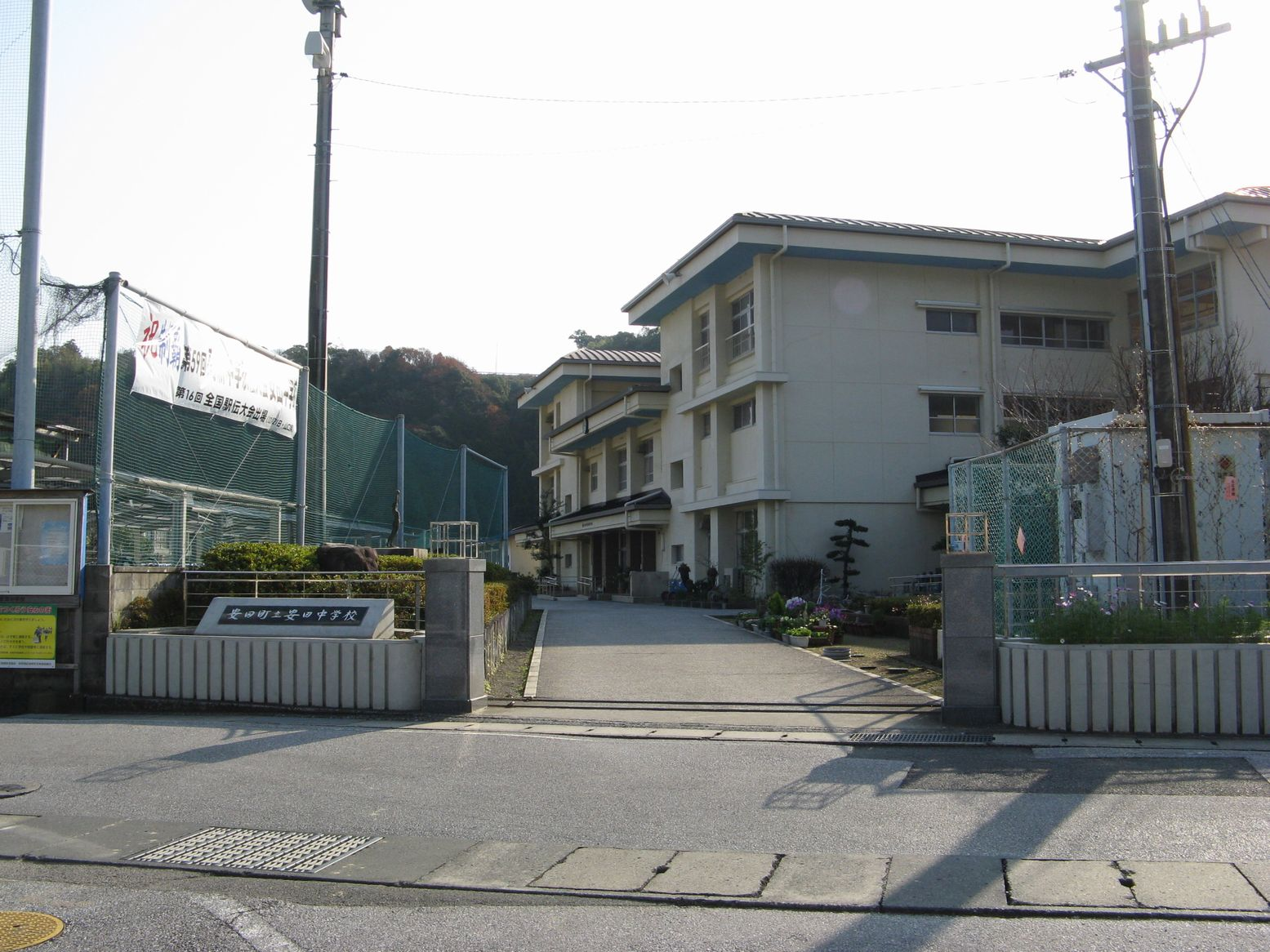
安田中学校

安田町立安田中学校と安田町立安田小学校がある。

## 人口
| |                                        |  |
| 安田町と全国の年齢別人口分布（2005年） | 安田町の年齢・男女別人口分布（2005年） |  |
| ■紫色 ― 安田町 ■緑色 ― 日本全国 | ■青色 ― 男性 ■赤色 ― 女性              |  |
| 安田町（に相当する地域）の人口の推移 \| 1970年（昭和45年） \| 5,031人 \| \| \| 1975年（昭和50年） \| 4,563人 \| \| \| 1980年（昭和55年） \| 4,428人 \| \| \| 1985年（昭和60年） \| 4,306人 \| \| \| 1990年（平成2年） \| 4,055人 \| \| \| 1995年（平成7年） \| 3,826人 \| \| \| 2000年（平成12年） \| 3,535人 \| \| \| 2005年（平成17年） \| 3,297人 \| \| \| 2010年（平成22年） \| 2,970人 \| \| \| 2015年（平成27年） \| 2,631人 \| \| \| 2020年（令和2年） \| 2,370人 \| \| |                                        |  |
| 総務省統計局 国勢調査より |                                        |  |
| 1970年（昭和45年） | 5,031人                                |  |
| 1975年（昭和50年） | 4,563人                                |  |
| 1980年（昭和55年） | 4,428人                                |  |
| 1985年（昭和60年） | 4,306人                                |  |
| 1990年（平成2年） | 4,055人                                |  |
| 1995年（平成7年） | 3,826人                                |  |
| 2000年（平成12年） | 3,535人                                |  |
| 2005年（平成17年） | 3,297人                                |  |
| 2010年（平成22年） | 2,970人                                |  |
| 2015年（平成27年） | 2,631人                                |  |
| 2020年（令和2年） | 2,370人                                |  |

## 交通

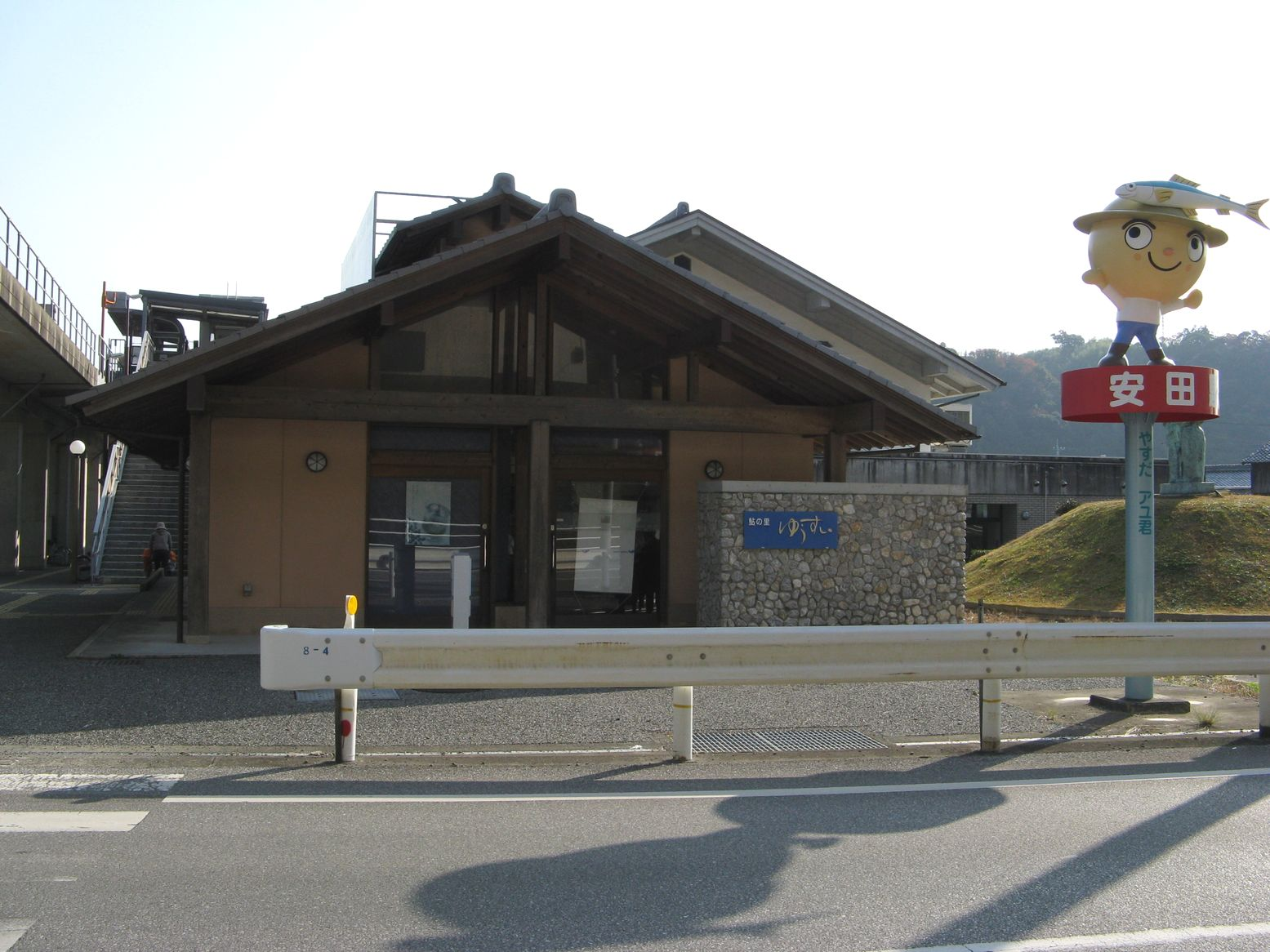
安田駅

### 鉄道
土佐湾東部沿岸を東西に結ぶ土佐くろしお鉄道ごめん・なはり線が町内を通っており、町役場など中心市街地に近い安田駅と、唐浜駅（とうのはまえき）の2駅がある。

### バス

#### 路線バス
- 高知東部交通
  - 安芸駅・安芸営業所方面
  - 奈半利駅・室戸・室戸岬・海の駅東洋町・甲浦岸壁方面
  - 馬路・魚梁瀬方面

### 道路

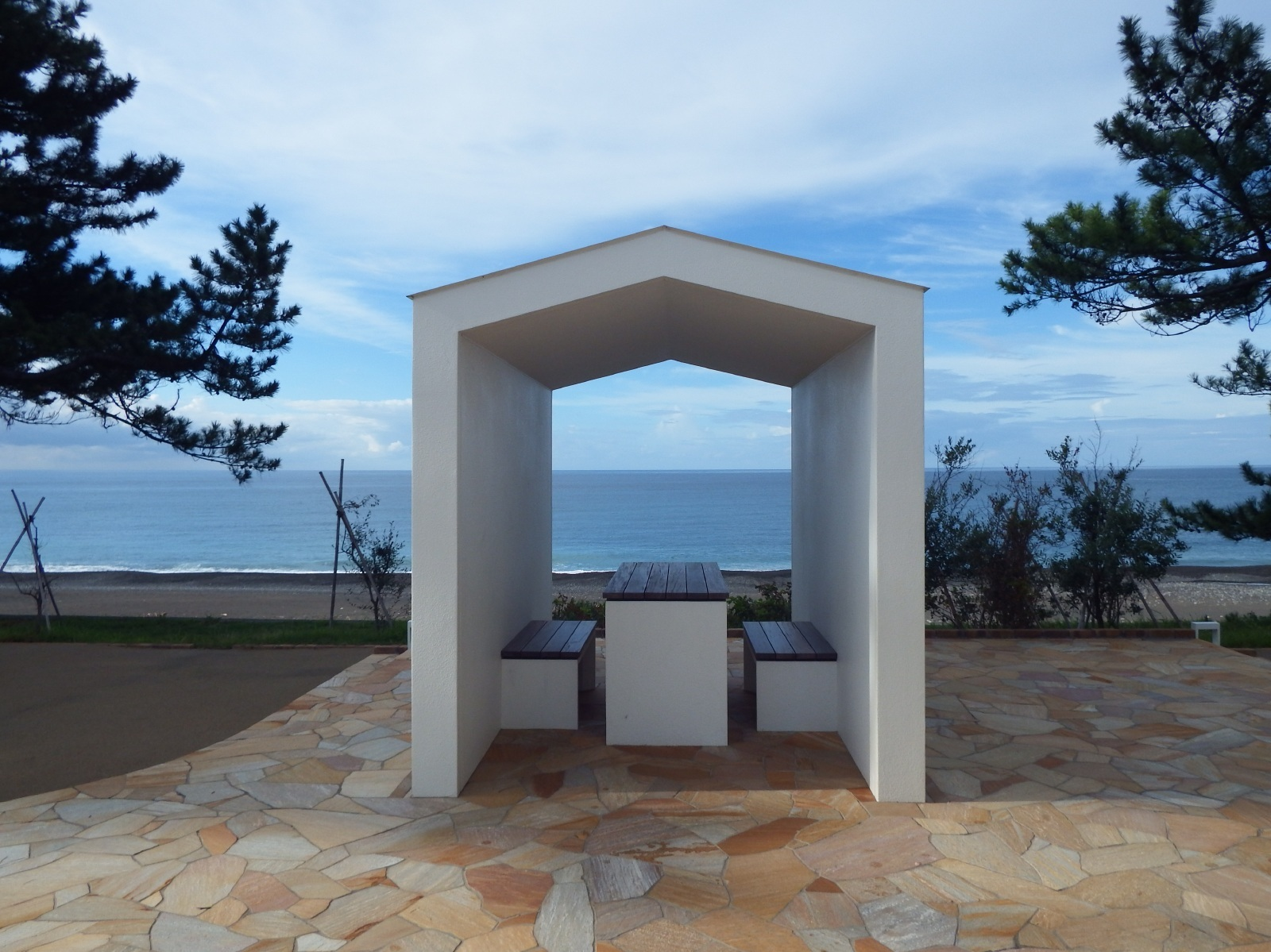
唐浜休憩所

幹線道路としては、土佐湾岸を結ぶ国道55号が通り、町内には唐浜休憩所が設けられている。
山間部や馬路村へは高知県道12号安田東洋線が結んでいる。

### 空路
町内に空港はなく、最寄りは高知龍馬空港（南国市）である。

## 観光

### 文化財
登録有形文化財(建造物）
- 西岡家住宅主屋[7]。
- 北寺：国の重要文化財の仏像9躯を所蔵

### 名所・旧跡

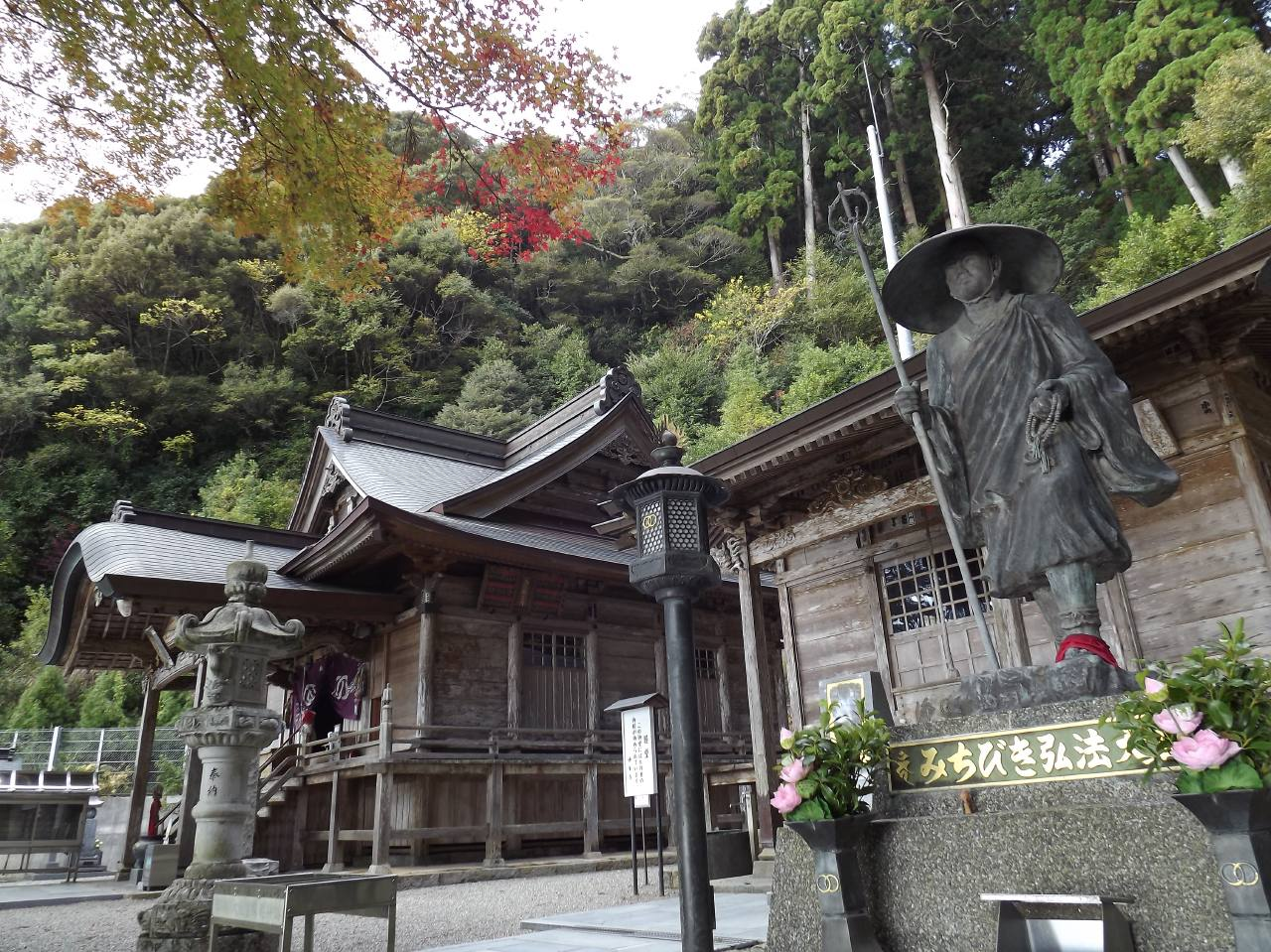
神峯寺

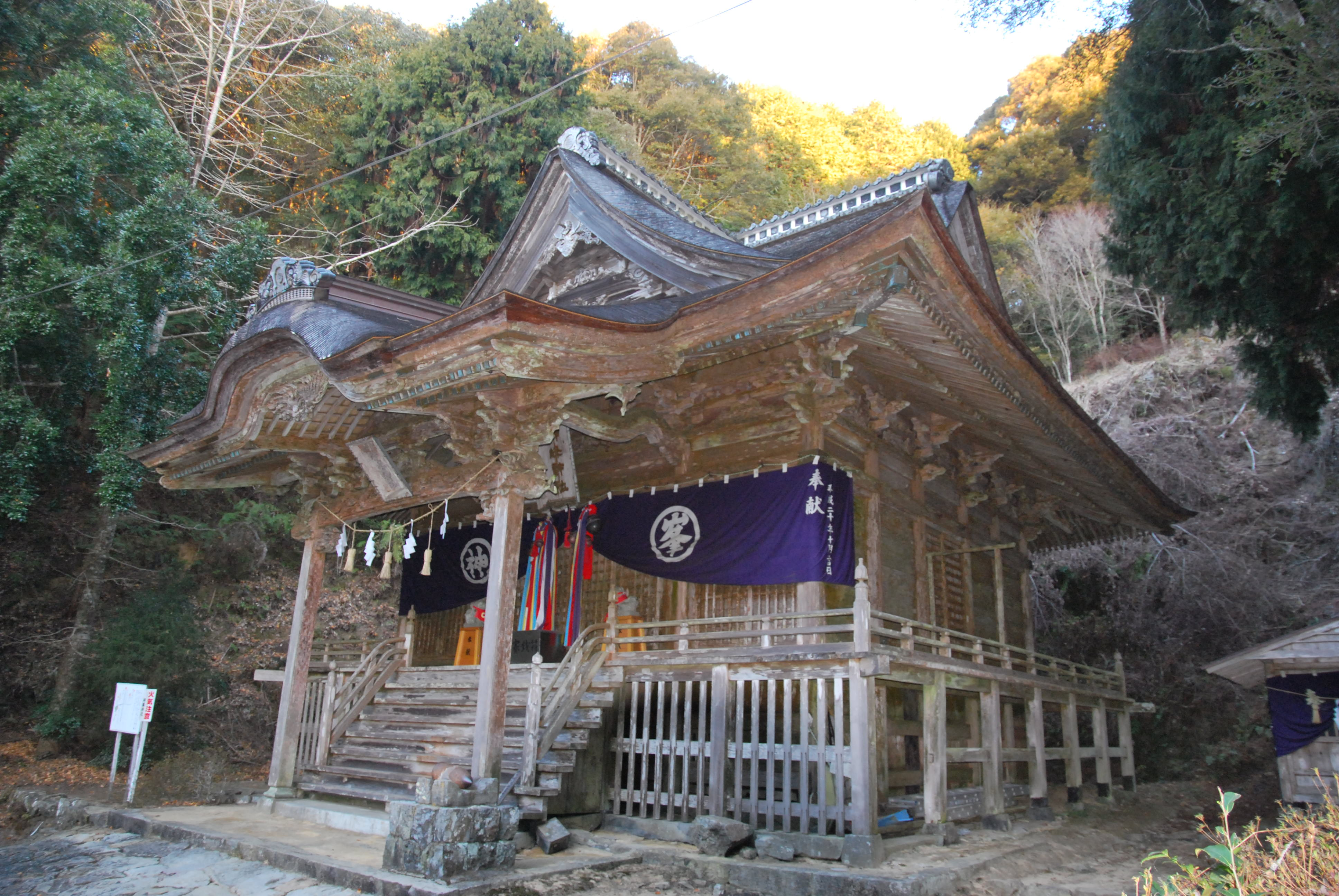
神峯神社

主な寺院
- 北寺（前述）
- 乗光寺

- 神峯寺：四国霊場第二十七番札所

主な神社
- 岩村神社

- 神峯神社：標高600ｍにある神社

### 観光スポット
- 安田の古い町並み

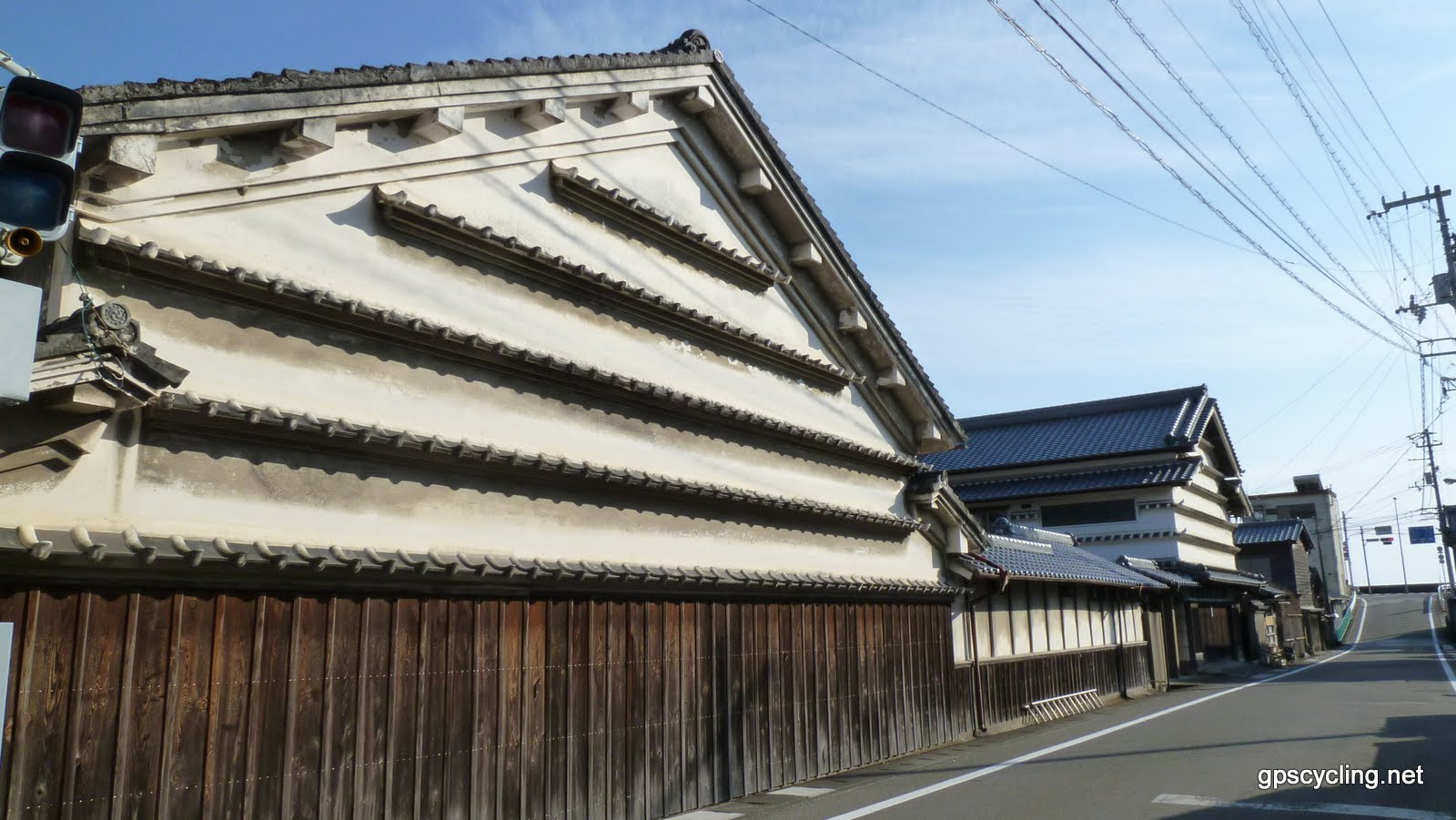
安田の古い町並み

- 大心劇場：古い設備を保存活用している映画館である。

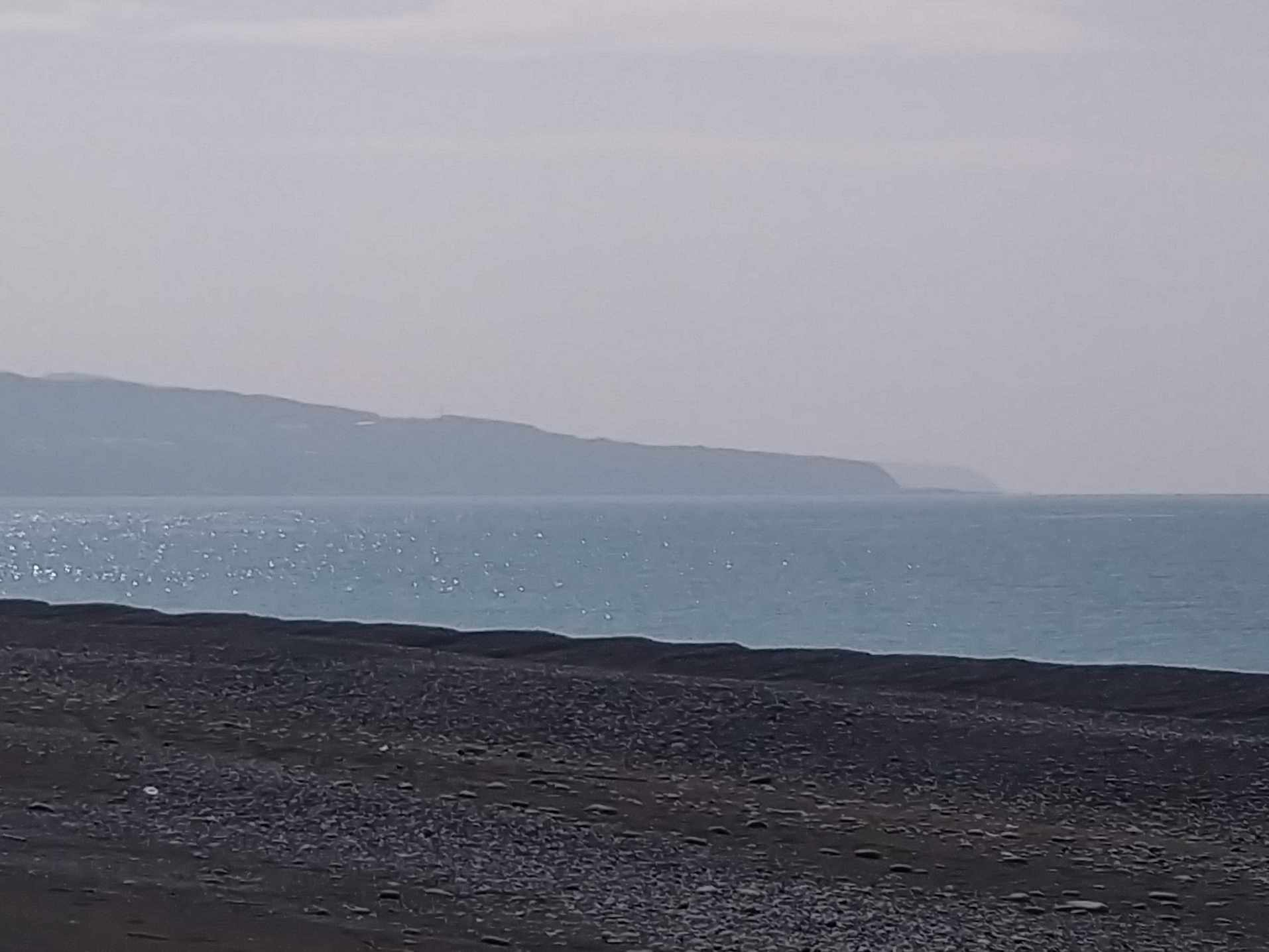
唐浜からの展望

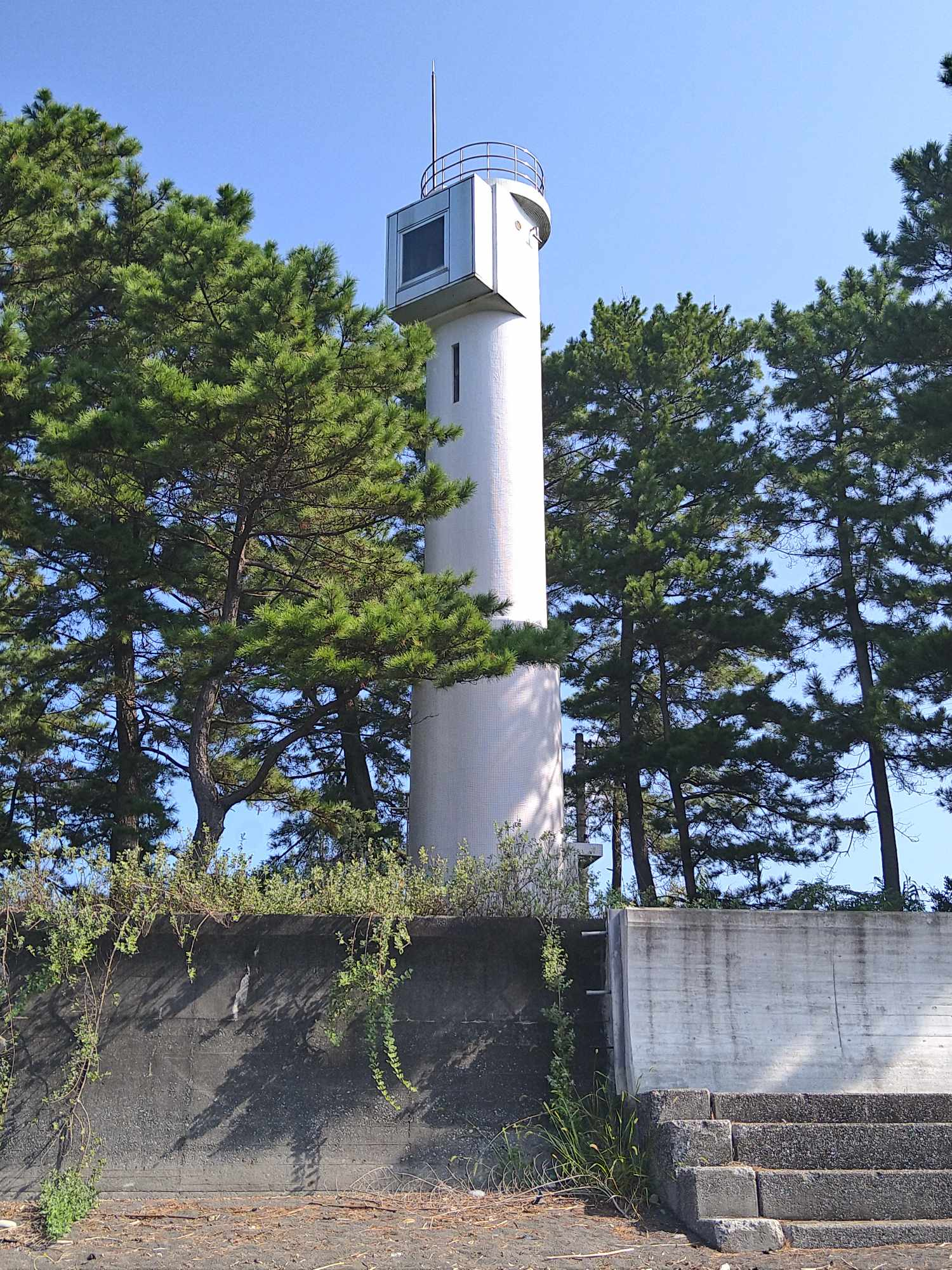
唐ノ浜南西方照射塔

- 唐浜

## 文化・名物

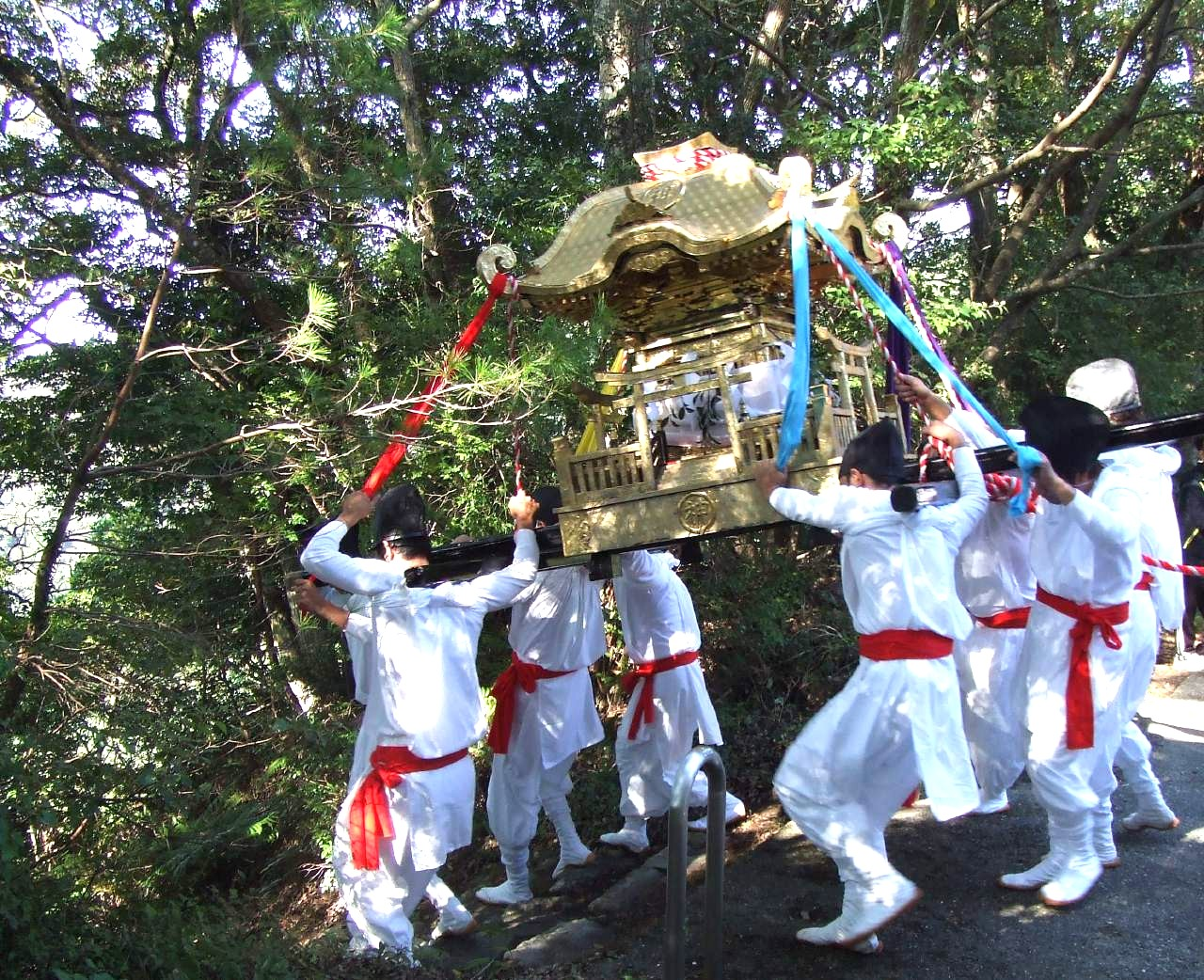
神峯神社秋大祭

### 祭事・催事

#### 祭事
主な祭事
- 神峯神社秋大祭
- 土佐町屋雛祭り[8]

## 出身関連著名人
- 西岡瑞穂（洋画家）
- 広末常三郎（旧姓・西山、金物商、高知金融無尽社長、土佐度量衡合名会社代表社員、女優広末涼子の高祖父）

## 姉妹都市
- スペイン モンテフリオ（アンダルシア州グラナダ県）：2018年2月20日